# LO Большого Пса
LO Большого Пса (лат. LO Canis Majoris), HD 51983 — одиночная переменная звезда в созвездии Большого Пса на расстоянии приблизительно 2300 световых лет (около 705 парсеков) от Солнца. Видимая звёздная величина звезды — от +7,86m до +7,75m.

## Характеристики
LO Большого Пса — красный гигант, пульсирующая медленная неправильная переменная звезда (LB:) спектрального класса M0/M1III.